# María Grey
Lady María Grey (1545 - 1578) fue la hija menor del matrimonio de Frances Brandon, sobrina de Enrique VIII de Inglaterra, con Enrique Grey, marqués de Dorset y duque de Suffolk. Fue hermana de Juana Grey, prima de Eduardo VI de Inglaterra, María I de Inglaterra e Isabel I de Inglaterra.

## Biografía
María Grey nació c. de 1545, fue la tercera y la menor de las hijas de Enrique Grey, primer duque de Suffolk y Lady Frances Brandon, hija de Charles Brandon, primer duque de Suffolk y María Tudor, hija del rey Enrique VII de Inglaterra e Isabel de York. María tenía dos hermanas, lady Juana Grey y lady Catalina Grey.
Como bisnietas de Enrique VII, María y sus hermanas eran potenciales herederas a la corona. Cuando el rey Eduardo VI de Inglaterra murió el 6 de julio de 1553, dejó un testamento —aprobado por John Dudley, primer duque de Northumberland— designó a Juana, la hermana mayor de María, que recientemente se había casado con Guildford Dudley, hijo de Northumberland, para sucederlo en el trono. Unas semanas antes, el 25 de mayo de 1553, María Grey, todavía niña, había sido prometida a su primo lejano Arthur Grey, decimocuarto barón Grey de Wilton, cuyo padre era aliado de Northumberland. El intento de asegurar una sucesión protestante fracasó y aunque Eduardo VI fue reemplazado brevemente por Juana Grey, el Consejo Privado de Inglaterra cambió de bando y proclamó a María, la media hermana de Eduardo, como reina. Northumberland fue ejecutado el 22 de agosto de 1553. La reina María salvó la vida de Juana y la de su esposo y su padre, pero después de la supresión de la rebelión de Thomas Wyatt a principios de 1554, los tres fueron ejecutados, Juana y su marido el 12 de febrero de 1554 y el padre de Juana poco después, el 23 de febrero. Después del ascenso al trono de la reina María, se disolvió el compromiso de María Grey con Arthur Grey.
El 1 de marzo de 1555, Frances Brandon, madre de María, se casó con Adrian Stokes. Cuando Frances murió el 20 de mayo de 1559, dejó a Stokes en posesión vitalicia de la mayor parte de sus propiedades, mientras que María recibió solo una pequeña herencia que consistió en 20 libras al año. Sin embargo, la reina Isabel, quien ascendió al trono en noviembre de 1558, había nombrado a María como dama de honor y le otorgó una pensión de 80 libras.
Dado que la reina Isabel no tenía hijos, las dos hermanas Grey que permanecían vivas eran las siguientes en la línea de sucesión al trono según el testamento del rey Enrique VIII y no les estaba permitido casarse sin la autorización de la reina. Sin embargo, en diciembre de 1560, Catalina Grey se casó en secreto con Edward Seymour, el hijo mayor del duque de Somerset, lo que causó el implacable descontento de la reina. La ceremonia la realizó un sacerdote que nunca fue identificado y el único testigo fue la hermana de Edward, lady Jane Seymour, quien murió poco después de la boda. La reina actuó como si la boda no se hubiera llevado a cabo y el 12 de marzo de 1563 obtuvo una sentencia que declaró inválido el matrimonio e ilegítimo a Edward Seymour, vizconde de Beauchamp, primogénito de Catalina. Edward y Catalina fueron confinados a la Torre y más tarde los mantuvieron en arresto domiciliario.

## Matrimonio
Aunque afectada por enanismo, cifosis, deformidad y un muy desagradable aspecto físico, su posición en la línea sucesoria fue más fuerte que la repugnancia de Thomas Keyes, uno de los caballeros más prominentes de la corte, con quien se casó en secreto en 1565 sin el permiso de la entonces soberana, Isabel I.
Esta, furiosa por la falta de respeto, encarceló a ambos esposos, tal y como hizo con su hermana Catalina, por los mismos motivos.

## Muerte
Al morir Isabel sin hijos, si María hubiera vivido hasta 1603, habría podido sucederla en el trono. Sin embargo, murió en prisión en 1578, un par de años antes que su esposo.

## Árbol genealógico
|  |                                        |  |  |  |  |  |  |  |  |  |  |  |  |  |  |  |
|  | 16. Juan Grey de Groby                 |  |  |  |  |  |  |  |  |  |  |  |  |  |  |  |
|  |                                        |  |  |  |  |  |  |  |  |  |  |  |  |  |  |  |
|  |                                        |  |  |  |  |  |  |  |  |  |  |  |  |  |  |  |
|  | 8. Thomas Grey                         |  |  |  |  |  |  |  |  |  |  |  |  |  |  |  |
|  |                                        |  |  |  |  |  |  |  |  |  |  |  |  |  |  |  |
|  |                                        |  |  |  |  |  |  |  |  |  |  |  |  |  |  |  |
|  | 17. Isabel Woodville                   |  |  |  |  |  |  |  |  |  |  |  |  |  |  |  |
|  |                                        |  |  |  |  |  |  |  |  |  |  |  |  |  |  |  |
|  |                                        |  |  |  |  |  |  |  |  |  |  |  |  |  |  |  |
|  | 4. Thomas Grey II marqués de Dorset    |  |  |  |  |  |  |  |  |  |  |  |  |  |  |  |
|  |                                        |  |  |  |  |  |  |  |  |  |  |  |  |  |  |  |
|  |                                        |  |  |  |  |  |  |  |  |  |  |  |  |  |  |  |
|  | 18. William Bonville                   |  |  |  |  |  |  |  |  |  |  |  |  |  |  |  |
|  |                                        |  |  |  |  |  |  |  |  |  |  |  |  |  |  |  |
|  |                                        |  |  |  |  |  |  |  |  |  |  |  |  |  |  |  |
|  | 9. Cecily Bonville                     |  |  |  |  |  |  |  |  |  |  |  |  |  |  |  |
|  |                                        |  |  |  |  |  |  |  |  |  |  |  |  |  |  |  |
|  |                                        |  |  |  |  |  |  |  |  |  |  |  |  |  |  |  |
|  | 19. Katherine Neville                  |  |  |  |  |  |  |  |  |  |  |  |  |  |  |  |
|  |                                        |  |  |  |  |  |  |  |  |  |  |  |  |  |  |  |
|  |                                        |  |  |  |  |  |  |  |  |  |  |  |  |  |  |  |
|  | 2. Enrique Grey, I Duque de Suffolk    |  |  |  |  |  |  |  |  |  |  |  |  |  |  |  |
|  |                                        |  |  |  |  |  |  |  |  |  |  |  |  |  |  |  |
|  |                                        |  |  |  |  |  |  |  |  |  |  |  |  |  |  |  |
|  | 20. Nicholas Wotton                    |  |  |  |  |  |  |  |  |  |  |  |  |  |  |  |
|  |                                        |  |  |  |  |  |  |  |  |  |  |  |  |  |  |  |
|  |                                        |  |  |  |  |  |  |  |  |  |  |  |  |  |  |  |
|  | 10. Richard Wotton                     |  |  |  |  |  |  |  |  |  |  |  |  |  |  |  |
|  |                                        |  |  |  |  |  |  |  |  |  |  |  |  |  |  |  |
|  |                                        |  |  |  |  |  |  |  |  |  |  |  |  |  |  |  |
|  | 21. Elizabeth Bamburgh                 |  |  |  |  |  |  |  |  |  |  |  |  |  |  |  |
|  |                                        |  |  |  |  |  |  |  |  |  |  |  |  |  |  |  |
|  |                                        |  |  |  |  |  |  |  |  |  |  |  |  |  |  |  |
|  | 5. Margaret Wotton                     |  |  |  |  |  |  |  |  |  |  |  |  |  |  |  |
|  |                                        |  |  |  |  |  |  |  |  |  |  |  |  |  |  |  |
|  |                                        |  |  |  |  |  |  |  |  |  |  |  |  |  |  |  |
|  | 22. Henry Belknap                      |  |  |  |  |  |  |  |  |  |  |  |  |  |  |  |
|  |                                        |  |  |  |  |  |  |  |  |  |  |  |  |  |  |  |
|  |                                        |  |  |  |  |  |  |  |  |  |  |  |  |  |  |  |
|  | 11. Anne Belknap                       |  |  |  |  |  |  |  |  |  |  |  |  |  |  |  |
|  |                                        |  |  |  |  |  |  |  |  |  |  |  |  |  |  |  |
|  |                                        |  |  |  |  |  |  |  |  |  |  |  |  |  |  |  |
|  | 23. Margaret Knollys                   |  |  |  |  |  |  |  |  |  |  |  |  |  |  |  |
|  |                                        |  |  |  |  |  |  |  |  |  |  |  |  |  |  |  |
|  |                                        |  |  |  |  |  |  |  |  |  |  |  |  |  |  |  |
|  | 1. María Grey                          |  |  |  |  |  |  |  |  |  |  |  |  |  |  |  |
|  |                                        |  |  |  |  |  |  |  |  |  |  |  |  |  |  |  |
|  |                                        |  |  |  |  |  |  |  |  |  |  |  |  |  |  |  |
|  | 24. William Brandon                    |  |  |  |  |  |  |  |  |  |  |  |  |  |  |  |
|  |                                        |  |  |  |  |  |  |  |  |  |  |  |  |  |  |  |
|  |                                        |  |  |  |  |  |  |  |  |  |  |  |  |  |  |  |
|  | 12. William Brandon                    |  |  |  |  |  |  |  |  |  |  |  |  |  |  |  |
|  |                                        |  |  |  |  |  |  |  |  |  |  |  |  |  |  |  |
|  |                                        |  |  |  |  |  |  |  |  |  |  |  |  |  |  |  |
|  | 25. Elizabeth Wingfield                |  |  |  |  |  |  |  |  |  |  |  |  |  |  |  |
|  |                                        |  |  |  |  |  |  |  |  |  |  |  |  |  |  |  |
|  |                                        |  |  |  |  |  |  |  |  |  |  |  |  |  |  |  |
|  | 6. Charles Brandon                     |  |  |  |  |  |  |  |  |  |  |  |  |  |  |  |
|  |                                        |  |  |  |  |  |  |  |  |  |  |  |  |  |  |  |
|  |                                        |  |  |  |  |  |  |  |  |  |  |  |  |  |  |  |
|  | 26. Henry Bruyn                        |  |  |  |  |  |  |  |  |  |  |  |  |  |  |  |
|  |                                        |  |  |  |  |  |  |  |  |  |  |  |  |  |  |  |
|  |                                        |  |  |  |  |  |  |  |  |  |  |  |  |  |  |  |
|  | 13. Elizabeth Bruyn                    |  |  |  |  |  |  |  |  |  |  |  |  |  |  |  |
|  |                                        |  |  |  |  |  |  |  |  |  |  |  |  |  |  |  |
|  |                                        |  |  |  |  |  |  |  |  |  |  |  |  |  |  |  |
|  | 27. Elizabeth Darcy                    |  |  |  |  |  |  |  |  |  |  |  |  |  |  |  |
|  |                                        |  |  |  |  |  |  |  |  |  |  |  |  |  |  |  |
|  |                                        |  |  |  |  |  |  |  |  |  |  |  |  |  |  |  |
|  | 3. Lady Frances Brandon                |  |  |  |  |  |  |  |  |  |  |  |  |  |  |  |
|  |                                        |  |  |  |  |  |  |  |  |  |  |  |  |  |  |  |
|  |                                        |  |  |  |  |  |  |  |  |  |  |  |  |  |  |  |
|  | 28. Edmundo Tudor, I Conde de Richmond |  |  |  |  |  |  |  |  |  |  |  |  |  |  |  |
|  |                                        |  |  |  |  |  |  |  |  |  |  |  |  |  |  |  |
|  |                                        |  |  |  |  |  |  |  |  |  |  |  |  |  |  |  |
|  | 14. Enrique VII de Inglaterra          |  |  |  |  |  |  |  |  |  |  |  |  |  |  |  |
|  |                                        |  |  |  |  |  |  |  |  |  |  |  |  |  |  |  |
|  |                                        |  |  |  |  |  |  |  |  |  |  |  |  |  |  |  |
|  | 29. Margarita Beaufort                 |  |  |  |  |  |  |  |  |  |  |  |  |  |  |  |
|  |                                        |  |  |  |  |  |  |  |  |  |  |  |  |  |  |  |
|  |                                        |  |  |  |  |  |  |  |  |  |  |  |  |  |  |  |
|  | 7. María Tudor                         |  |  |  |  |  |  |  |  |  |  |  |  |  |  |  |
|  |                                        |  |  |  |  |  |  |  |  |  |  |  |  |  |  |  |
|  |                                        |  |  |  |  |  |  |  |  |  |  |  |  |  |  |  |
|  | 30. Eduardo IV de Inglaterra           |  |  |  |  |  |  |  |  |  |  |  |  |  |  |  |
|  |                                        |  |  |  |  |  |  |  |  |  |  |  |  |  |  |  |
|  |                                        |  |  |  |  |  |  |  |  |  |  |  |  |  |  |  |
|  | 15. Isabel de York                     |  |  |  |  |  |  |  |  |  |  |  |  |  |  |  |
|  |                                        |  |  |  |  |  |  |  |  |  |  |  |  |  |  |  |
|  |                                        |  |  |  |  |  |  |  |  |  |  |  |  |  |  |  |
|  | 31. Isabel Woodville (= 17)            |  |  |  |  |  |  |  |  |  |  |  |  |  |  |  |
|  |                                        |  |  |  |  |  |  |  |  |  |  |  |  |  |  |  |
|  |                                        |  |  |  |  |  |  |  |  |  |  |  |  |  |  |  |